# Fritz Hofmann (atlet)
Fritz Hofmann (n. 19 iunie 1871, Roßleben, Turingia, Germania – d. 14 iulie 1927, Berlin, Republica de la Weimar) a fost un atlet și gimnast german, medaliat olimpic. A participat la o ediție a Jocurilor Olimpice (1896) în care a câștigat o medalie de argint și o medalie de bronz în probele de 100 m și cățărare pe frânghie. A fost, de asemenea, căpitanul echipa Germaniei de gimnastică ce a câștigat două medalii de aur.

## Palmares
| An   | Competiție           | Locație       | Loc            | Eveniment  | Note   |
| ---- | -------------------- | ------------- | -------------- | ---------- | ------ |
| 1896 | Jocurile Olimpice    | Atena, Grecia | 2              | 100 m      | TN     |
| 1896 | Jocurile Olimpice    | Atena, Grecia | 4              | 400 m      | TN     |
| 1896 | Jocurile Olimpice    | Atena, Grecia | 5              | înălțime   | 1,55 m |
| 1896 | Jocurile Olimpice    | Atena, Grecia | LN             | triplusalt | RN     |
| 1896 | Jocurile Olimpice    | Atena, Grecia | LN             | greutate   | RN     |
| 1896 | Jocurile Olimpice    | Atena, Grecia | 3              | cățărare   | 12,5 m |
| 1906 | Jocurile Intercalate | Atena, Grecia | 5 (primul tur) | 100 m      | TN     |